# Заблатє
46°16′ пн. ш. 16°49′ сх. д. / 46.26° пн. ш. 16.81° сх. д.
Заблатє (хорв. Zablatje) — населений пункт у Хорватії, у Копривницько-Крижевецькій жупанії у складі громади Леград.

## Населення
Населення за даними перепису 2011 року становило 231 осіб.
Динаміка чисельності населення поселення: